# 1980年冬季残疾人奥林匹克运动会乌干达代表团
1980年冬季残疾人奥林匹克运动会乌干达代表团是乌干达派出的1980年冬季残疾人奥林匹克运动会代表团。未获得奖牌。